# ワイルドカード (ゲーム)
『ワイルドカード』 (Wild Card) は、スクウェア（現スクウェア・エニックス）から2001年3月29日に発売されたワンダースワンカラー用RPG。
ゲームデザインはサガシリーズを手がける河津秋敏が担当。『はたらくチョコボ』『ブルーウィングブリッツ』とともにスクウェアのワンダースワンカラー専用のオリジナルタイトルである。出荷本数は約4万本。

## 概要
本作はシナリオ、フィールド、武器、バトル、魔法、スキル、行動といったRPGを構成する様々な要素が全てカードで表現されているのが特徴。
9人の主人公から1人を選ぶことになるが、単に主人公を選ぶわけではなく、ゲーム開始時に様々な質問に答え、それに適したキャラクターが主人公に選ばれる。決まったシナリオをなぞる形ではなく、基本的には街でシナリオを選択していき、その選択したイベントをクリアしてゲームを進行させていくことになる。
成長システムやシナリオの自由度の高さからサガシリーズの関連作と見られており、本作を手がけた河津は「マップがなくてもRPGは成立する」と考え、のちに『アンリミテッド:サガ』を開発した。
また、作曲に携わった伊藤賢治は、このゲームに携わった後退社し、フリーとなった。

## ゲームの流れ
主人公を選択すると、シナリオ選択画面に入る。まずは街シナリオを選択し、酒場での情報収集や、仲間を増やしたり装備と整えたりすることになる。
情報収集の結果、ダンジョン等のシナリオカードを入手できたら、街シナリオ終了後、再びシナリオ選択画面に入る。
シナリオ中は全ての行動がターン制で行われ、すべての行動が1ターンとカウントされる。また、すべての行動に回数制限がある（後述のワイルドカードはこれに該当せず）。ランダムで出現する地形カードを選択して進んでいくが、地形ごとに危険度が設定されており、より危険度が高い地形にはモンスターや宝箱が出現しやすく、シナリオの目標（モンスター討伐シナリオならボス、探索シナリオなら目標物）も出現しやすくなる。なお、バトル画面とフィールド画面との移行はなく、フィールド画面が戦闘画面そのものである。プレイヤーが攻撃する際に、対象となる敵を選択できるのは勿論、敵から攻撃を受ける際にも、攻撃されるキャラクターを選択できるのが特徴。
目標を達成するか、達成できずにシナリオ中の制限ターン（「山札」単位で表現される）を使い切ってしまったらシナリオは終了してリザルト画面になり、キャラクター個人のカードやパラメーターカードを取得することができる。シナリオ中に倒したモンスターと入手したアイテムに応じたボーナスポイントと、クリアした場合はクリアボーナスポイントも加えた上で、個人のカードはポイントを人数で割った数値から、パラメーターカードはポイント全ての範囲内で選ぶことができる。個人のカードは、より上級のカードや枚数の多いカードの場合入手ポイントが多く必要になり、またパラメーターカードもメンバー全員で持っている枚数が多いほど入手ポイントが多くなる。またどのカードが出現するかは、シナリオ中にとった行動が影響する。
なお、ほとんどのシナリオはクリアできなくても再び情報を聞くことで再挑戦が可能なので、敢えて達成せずに何度でも失敗を繰り返すことで、少ないポイントながらキャラクターを強化し続けることもできる。また、シナリオをクリアするごとにシナリオレベルが上がっていき、より強いモンスターや強力なアイテムが出現するようになるので、シナリオのクリアにこだわり続けるとキャラクターの強さが追い付かず、クリア不能になる可能性がある。
ある程度の数のシナリオをクリアするとイベントが発生し、主人公によるステージ1が一旦終了する。再び主人公選択を行って、今度はサブ主人公によるステージ2がスタートする。ゲームの流れは同じだが、シナリオレベルがある程度高い状態からスタートするにもかかわらずキャラクターのカードは初期状態のままであり（一部のパラメーターのみ成長している可能性がある）、また最初の主人公と同時進行の物語なのか、ステージ1で仲間にしたキャラクターは登場しないので、ステージ1と比べると難易度が高くなっている。
サブ主人公もある程度のシナリオをクリアするとステージ2が終了し、今度は最初に選んだ主人公によるステージ3がスタートする。こちらは能力値を引き継いでいるが仲間が一旦解散しており、メンバーを変更することが可能（この時、ステージ2で冒険したメンバーも加入させることができる）。さらにシナリオをクリアしていくとラストダンジョンであるシナリオ「最終試練」が出現する。これをクリアし、更に連続でラストボスと戦うシナリオ「最後の戦い」をクリアすればエンディングとなるが、「最終試練」を無視して他のシナリオをクリアすることで、ステージ1と同様にイベントが発生し、ステージ4へと移る。ステージ4ではステージ2と同様に主人公選択を行って、やはり難易度の高い冒険をこなすこととなる。
同様の流れでステージ5、ステージ6があり、ステージ7が最終ステージになる。ステージ7の「最後の戦い」を特定の条件でクリアすることで新たなボスとの戦いになり、更に特定の条件を満たしていれば真のボスとの戦いになり、勝利することで真のエンディングになる。

## システム
上述のように、あらゆる要素がカードとして表現されている。なお、「カードを入手する」「カードを選択する」「スキル「よく調べる」でカードを調べる」等の行動で、タイトル画面から入れる「Album」に登録される。全930種類だが、コンプリートしても特典は無い。また、通信機能を利用して、アルバムに登録されているカードをやり取りすることもできる。

### ワイルドカード
無制限にいつでも使用することができる行動カード。これらのものは無くなってしまうとゲームを進行できなくなるので何回でも使用できるが、いざというときの最終手段には使えないので注意が必要である。
前進
地形カードなどを選択して次の場所に進むものであり、敵など、それを阻止するものがいると行動が阻止される。唯一、1ターン以上経過する可能性のあるカード。
見回す
辺りを見回し、敵やアイテム、罠を発見するためのものである。発見できる確率はあまり高くないため、必ずしも1回の行動で発見できるとは限らない。そのため、最初に発見できなかったものを、2、3回見回すことによって発見できることもある。
アクション
人に話しかけたりアイテムを取得したり宝箱を開けたりするときに使用するものである。
またこれら三種類のカードとは別に、シナリオ中に入手したアイテムカードや、シナリオ終了時に入手したパラメーターカードも「ワイルドカード」と表現され、三種類のカードと同じ場所で管理される。これは一度キャラクターに配分すると二度と受け渡しができないが、配分しない限りはステージを越えて引き継がれる。

### キャラクターが所持するカード
各キャラクターが所有、使用することで効果を発揮するカード。一種類につき9枚まで所持できる。使用するカードは枚数がそのまま使用回数となり、シナリオ終了時に回数が回復する（一部のアイテムを除く）。所持できる種類に制限は無いが、整頓機能等は無いので、大量のカードを持つと使用が不便になる。
なお、攻撃用のカード等の場合、ダメージは次のように算出される（小数点以下切り捨て）。また攻撃の数値は一定の値からのランダムだが、クリティカルが発生すると数値が高い状態で再び選択することができる。クリティカルの発生回数に制限は無い。
D=A/S
- Dは与えるダメージ
- Aは攻撃の際に表示される数値
- Sは相手の防御の値

#### パラメーターカード
キャラクターの強さを表すカードで、全キャラクターが必ず全種類所持している。持っている枚数は戦闘等で使われる実際の数値と等しいわけではなく、やや高くなる。枚数が多いほど、関連する技・魔法・スキルカードの入手確率に影響する。
また、最初の主人公選択ではライフ以外のカードを用いている。選択肢に沿ったカードを選んでいき、最終的に残ったパラメーターカードに対応した主人公が選ばれる仕組みとなっている。
ライフ
生命力。シナリオ中に尽きると「戦闘不能」になるが、回復アイテムや復活魔法で回復することができる。
パワー
筋肉の力。突剣以外の技の威力の最大値に影響する。
ボディ
体の丈夫さ。物理攻撃の防御力に影響する。
バランス
運動神経。槍・素手技の威力の最小値や、一部のスキルの性能に影響する。
ハンド
動きの精密さ。多くの技の威力の最小値や、一部スキルの性能、盾の回避率に影響する。
ブレイン
頭脳の力。魔法の威力の最小値に影響する。
チャーム
周りを引きつけ従わせる能力。一部スキルの効果と、仲間キャラへの加入判定に影響する。
ラブ
周りを思いやる能力。回復魔法の威力の最小値や、仲間キャラへの加入判定に影響する。唯一、一般人を攻撃することで失う。
マナ
説明不能の特殊な力・センス。魔法の威力の最大値や、魔法防御力に影響する。

#### アイテムカード
持っているだけで効果を発揮する「装備品」と、シナリオ中に使用するアイテムがある。使用アイテムのうち、薬草等はシナリオが終われば回数が回復する。また装備品は複数枚所持していても、最も効果の高いものが一枚のみで判定される。アイテムによっては、シナリオ中で発見するのが目標になる。
武器
素手以外の技カードに応じた6種類の武器と、魔法攻撃の威力を上げる「杖」が存在する。
防具
体・頭・腕・足に応じた4種類の防具とアクセサリ、物理攻撃を一定確率で回避できる「盾」が存在する。アクセサリも効果を発揮するのは一枚分のみである。
通貨
街での売買に使用する。通常入手できるのは「銅貨」のみだが、銅貨が10枚集まると10倍の価値を持つ「銀貨」に、同様に銀貨が10枚集まると「金貨」に自動で置き換わる。なお、シナリオ中の宝箱を攻撃で破壊した場合、中身は必ず「銅貨」になる。

#### 技カード
物理攻撃を行うカード。全7種類の技系統があり、何度も使用していればより上位の技や、他系統の技カードを入手できる。一枚でも技カードを所持してれば、それを元手に全ての技系統を極めることもできるが、初期状態で技カードを所持していないキャラクターは入手することができない。例外として、アイテム「奥義書」を使えば新たに一枚の技カードを入手できる。
系統ごとに特徴がある他、モンスターによっては「技防御2倍」の特性を持っており、そのようなモンスターには全ての技の効きが悪くなる。
突剣
威力の最大値が武器の攻撃力と技の威力にのみ依存するので見かけ上のダメージは低いが、クリティカル率の最大値が高い。
剣
武器の種類が多く、序盤から終盤まで新たな武器を入手していくことで安定した威力を発揮できる。
斧
威力の最大値と最小値がともにパワーに依存するので、偏ったパラメーターでもダメージが安定する。
棍棒
「骨」「かたい」特性を持つモンスターの防御力を低く計算してダメージを与えられる。
素手
武器で強化することができない代わりに、パラメーターによる威力の上昇が高い。
弓
「飛行」特性を持つモンスターの防御力を低く計算してダメージを与えられる。
槍
素手と同様バランスがダメージに影響するが、武器がある分ダメージを強化しやすい。
連携技
一つの系統の技を5種類全て入手すると、他人の技攻撃に一定確率で連携してダメージを大幅アップさせるさせることができる。一度発生すると連携されたキャラクターに連携技のカードが1枚追加され任意で発動できるようになる他、既に覚えていても何度でも発生する可能性がある。また発生確率は極めている系統ごとに行われているようで、複数の系統を極めているキャラクターは非常に連携しやすくなる。

#### 魔法カード
魔法攻撃を行うカード。全6種類の系統があり、技と同様に派生が行われるが、他系統への派生は炎土水風の4系統のみであり、光と闇の2系統へは派生しない。魔法を持っていない場合も入手することはできないが、アイテム「魔術書」を使えば一枚の魔法カードを入手できる。
技と違い系統ごとのダメージは同じだが、状態異常や回復等の特殊魔法もある。またモンスターによっては属性が存在し、同じ属性の魔法に対しては防御力が10倍になり、状態異常も無効化する。
炎属性
ダメージ魔法が多い他、地形にある氷を溶かすことができる。
土属性
数少ない復活魔法「グレイブコール」を使えるが、土属性のモンスターは多めで若干使いにくい。しかし、土を用いた合成魔法は非常に強力。
水属性
回復魔法と防御無視魔法が両方ある他、地形にある溶岩を固めることができる。
風属性
マヒ状態（モンスターの場合は即死）にする「幻覚風」が強く、風属性のモンスターは防御力が低めなので、他の属性や技で対処しやすい。
光属性
唯一の状態異常回復魔法「ヘリオブレス」を使える他、光属性のモンスターは非常に少ない。また、闇以外の4属性全てに派生する可能性がある。光属性を持っていないキャラクターは、既に4系統の基本魔法を入手している状態で「魔術書」を使うと入手することができる。
闇属性
即死魔法が2種類あるが、闇属性のモンスターは多いので効かない敵も多い。初期状態で習得しているキャラクターはいないが、光を含めた5系統の基本魔法を入手している状態で「魔術書」を使った時のみ入手することができる。
合成魔法
複数の属性を合成した魔法。一つの系統の魔法を6種類全て入手している状態で、更に最上位魔法を使っていると派生することがある。非常に威力が高い他、モンスターの属性が含まれていてもある程度のダメージを与えることができる。2属性合成魔法と3属性合成魔法が存在し、3属性合成魔法は更に威力が高いが、炎と水・土と風・光と闇の相反する属性の合成魔法は存在しない。

#### スキルカード
主に戦闘以外の探索で使用することになるカード。特に宝箱からのアイテム入手に必要な「トラップ解除」「オープンロック」や、対象の状態を調べる「よく調べる」等は重要。全14種類で上位スキルの概念は無いが、複雑な派生が存在する。初期状態でスキルを一枚も所持していないキャラクターはおらず、一枚のスキルカードを元手に全てのスキルを入手することもできるが、アイテム「技術書」を使えば、アルバムで見て最も番号の若いスキルカードを一枚入手できる。
逃走
その場から確実に離脱できるが、山札を大量に消費する。このカードのみ、パラメーターの上昇やクリティカル発生により数値は減り、より山札の消費が少なくなる。

### キャラクターカード
主人公となるキャラクターの他に、街の住人やイベントキャラもカードで表現されている。仲間にするか、スキル「よく調べる」で調べることでアルバムに登録される（イベントのみ登場のキャラクターは出会うだけで登録される）。仲間になるキャラクターの一部は他のカードに絵のモデルとして登場している。
全ての主人公はある日「流星」を観測、そこに何かを感じ取って旅に出るという点で共通している。

#### メイン主人公
ステージ1の主人公選択で選ばれる可能性がある他、選ばれなかった場合も仲間に誘うことができる。
名無し
アラン王国の名もない村に住む名もない少年。ある日「何かしなきゃ、とにかく何か始めよう」という漠然とした理由で旅に出る。
パラメーターは全て3、技魔法スキルカードは各1枚と非常に平均的かつ貧弱だが、その分自由な育成が可能といえる。またステージ1で主人公に選ばれた時にのみ、名前を変更することが可能。ワイルドカード「前進」のモデル。
アラシ
仮面を付けた格闘家の男。恵まれない子供のために日夜戦っている。
パワーとバランスに優れ、素手と槍の技カードも多い戦士タイプ。スキル「クライミング」のモデル。
クレメンタイン・ホリデー
幼児体験により水と炎にトラウマを持つ女戦士。実力は高いが、トラウマのおかげか控えめな性格。
技カードが多い他にボディが高いため、物理攻撃の壁役として優秀。ワイルドカード「アクション」のモデル。
ソリス
あくどい大商人ばかりを狙う女盗賊。奪った宝は貧しい人に施している。盗みをしていない時は「ヨハンナ」として店で働いている。
戦闘関連のステータスは低く技カードが僅かにある程度だが、盗賊としてのスキルが非常に充実している。スキル「オープンロック」のモデル。
ダイ・ヤング
王国の首都で鍛冶屋を営む、優しい性格の男。昔は共和国暗黒騎士団のメンバーで、戦いを避けて生活していたが流星に不吉な運命を感じ取り、自分で運命を切り開くために旅に出る。
最初から5系統の技を所持しており、戦闘能力が非常に高い。スキル「トラップ解除」のモデル。
マリア・ザルツブルグ
世界の真理を探究する女錬金術士。研究が行き詰っていたある日流星を目撃し、貴重な研究材料である「星のかけら」を入手できると考えて旅に出る。
闇以外の5属性の基本魔法を最初から習得しているが、ライフとブレイン以外のパラメーターは低い。
ロテリー
旅人の男。何の能も無いが、不思議な魅力と強運を持つ。流星を幸運の証と考えて旅に出る。
技・魔法ともに貧弱だが、チャームとラブが高いため仲間を増やしやすく、仲間にもしやすい。また絵のモデルにもなっているスキル「逃走」を3枚も所持しており、いざという時には頼りになる。
エカテリーナ・ディヴァーズ
王国の大商人の娘だが、親の反対を振り切って光の神の神官となった。流星を神からのメッセージと捉え、神を探す旅に出る。
戦闘力はそれほどでもないが、マリアと共に数少ない光属性魔法の使い手。また、ラブが高いため仲間にしやすい。ワイルドカード「見回す」のモデル。
ナン・ラガン
共和国出身の男魔術士。自分の能力に絶対の自信を持ち、他人を馬鹿にしている。流星を大きな力の集まる前兆と読み取り、自分の力を更に高めるため旅に出る。
初期状態で炎属性魔法を5種類、風属性魔法を4種類習得している、非常に優秀な魔術士。またライフとマナが高いため、魔法攻撃の壁役にもなる。スキル「よく調べる」のモデル。

#### サブ主人公
仲間に誘うことができる他、ステージ2以降で主人公選択によっては選ばれる可能性のあるキャラクター。
ヌーチョ
不気味な容姿を持つ亜人だが、非常に礼儀正しい。
技・魔法カードともに所持しており、ラブが高いため仲間にもなりやすいが、パラメーターが非常に偏っている。
モク
樹木のような姿の亜人。ゲーム中では全く喋らず、シナリオ中の状態確認台詞すら無言。
最初から復活魔法「グレイブコール」を所持している他、壁役としても強い。スキル「スイミング」のモデル。
オスカー・メイヤー
孤独を愛する探検家の男。
パラメーターは平均的だが、技魔法スキルを全て幅広く所持している他、新発明のアイテム「ガン」を所持している。
ユージン・ゴールドマン
英雄ゴールドマンの名を騙っている男。その態度は非常に高圧的。
仲間にしにくい上に能力は非常に低いが、スキル「逃走」を4枚も所持している。
ヴォルフ
盗賊団「砂漠の狼」の頭領。
魔法は使えないが、技関連のパラメーターは高め。
アイ
トラブルが大好きな妖精。
肉体的な強さに欠けるが、技魔法ともに伸びしろのある能力を持つ。
デューク
王国の英雄と呼ばれた老人。ミルクロードの外れに住んでおり、シナリオ「隠者の家」で彼の家を訪ねた後にのみ登場する。
老人なのでボディ等のパラメーターは低いが、最初から4系統の技、特に剣は4種類所持している、強力な戦士。
レイヴン・ヒル
珍品を扱う行商人。儲け話には非常に敏感。
技・魔法ともに所持しているがカード枚数は少なく、パラメーターも平均的。
ルーム・モー
共和国からやってきた大使。若い女性に見えるが、実年齢は50代。
技・魔法・スキル全てをある程度所持しておりパラメーターも高めなので即戦力になるが、仲間にしにくい。
ジーン・ノーマン
帝国辺境騎士団に所属している女騎士。ステージ中のイベントで「ケネス・パウルス」と共に登場し、騎士団を脱退後にのみ登場する。
技カードの所持数が多めでパラメーターも高く、仲間にもしやすい。
スーク・ル・シュルーク
トカゲのような姿の亜人。故郷では貴族だったが、遭難して王国までたどり着いた。
技・魔法ともに所持枚数が多く、パラメーターも多くが平均以上だが、仲間にしにくい。

### モンスターカード
シナリオ中でランダムに出現する他、地形を調べることでも出現する。スキル「よく調べる」でアルバムに登録される他、モンスターのステータスを確認することができる。シナリオによっては特定のモンスターを倒すことが目標となっている。またシナリオ「最後の戦い」で出現するボスモンスターはカード3枚分の大きさを持ち、それぞれの部位から攻撃してくる。本体を倒せばシナリオクリアとなり、倒した時点でアルバムに登録される。
なお、モンスターの攻撃手段は「つめ」「炎」等のモンスター攻撃専用のカードの他、武器系アイテムカードをそのまま攻撃に用いる場合と、魔法あるいは技カードを使ってくる場合がある。モンスターごとに使用できるカードと使用頻度が設定されており、またモンスターのカードが尽きることは無い。

### イベントカード
地形を調べることで発生する「宝箱」「つぼ」等のアイテムを入手できるオブジェクトや、「落とし穴」「落石」等の罠の他、ステージ中に発生するイベントで登場するカードが該当する。宝箱はスキル「よく調べる」で罠や鍵の状態を確認することができる。また、一度ゲームをクリアするとカードの「うら」がイベントカードとしてアルバムに登録される。

### シナリオカード
街シナリオで情報収集すると入手でき、シナリオをクリアした時点でアルバムに登録される。またメニューからのワイルドカード確認画面でのみ、現在所持しているシナリオカードを確認できる。
シナリオは主に「モンスター討伐」「アイテム入手」「地形発見」の三種類となり、街の住人ごとに森系や城系等、入手できるシナリオの系統は決まっている。また、シナリオレベルが一定にならないと挑戦できないシナリオと、特定のシナリオをクリアあるいは所持している状態でしか挑戦できないシナリオがある。
ほとんどのシナリオは何度失敗しても再び情報を聞くことで再挑戦できるが、一度クリアすると二度と挑戦できなくなる。これらの例外として、最初に入手できるシナリオカード「戦士の腕試し」には目標が存在せず、山札を消費し尽くすまで生き残ればクリアできる他、街の住人から聞けるシナリオが無くなった場合に（その系統のシナリオを全てクリアした、あるいは挑戦条件を満たしていない）、一定確率で再び情報が聞けるようになる。

### 地形カード
地形には探索や戦闘を行う通常の地形の他に、地形に行くまでの「トランジット」がある。トランジットには「不安な階段」や「狭い道」等の名前が付いており、その先にある地形の危険度の目安となっている。なお、トランジットはシナリオごとに決まった8種類（一部シナリオのみ16種類）からランダムに選ばれ、トランジットと地形もシナリオごとに個別に対応している。また、地形発見系シナリオの場合は、目標に近づくと8種類とは異なる特殊トランジットが出現するようになり、そのトランジットを選んでいくことでクリアすることができる。
地形にはランダムでモンスターやイベントが発生する他、道をふさぐ特殊地形が存在する。たとえば「大岩」の場合は攻撃カードで破壊することで、「溶岩」は水属性魔法で固めることで、「川」は対応するスキル「スイミング」を用いることで突破でき、突破した場合はよりシナリオの目標に近づく（突破できなくても、確率は低くなるが目標達成は可能）。

## スタッフ
- ゲームデザイン - 河津秋敏
- 音楽 - 伊藤賢治
- キーイラストレーション・メインビジュアル - 吉田明彦
- プログラム - 村上和久
- グラフィック - 阿比留優子、池田信行、石塚好、鰰沢友恵、王子義章、加藤清文、佐々木倫子、高野洋一、玉井陽子、利長敦史、トニー・ワイマン・クー、堀田千太郎、松本敏章
- サウンド - スクウェアサウンズ
- サウンドプログラム - 赤尾実
- エフェクト - 伊勢護、鈴木和巨海
- 制作進行 - 長谷川和弘
- アシスタント - 斎藤紀子
- 品質管理 - スクアーツ、増田博実、白杉浩嗣、近藤玲子、山口海渡
- 宣伝販促 - 惣水清貴、片山理恵子
- プロデューサー - 橋本真司、山地浩